# محمد بن علي الخلنجي
محمد بن علي الخلنجي كان أحد القادة الكبار في في الجيش الطولوني، تمرد على الخلافة العباسية بعد سقوط الدولة الطولونية.
بدأ محمد كضابط في الأيام الأخيرة من لدولة بني طولون في مصر، ثم تمت ترقيته إلى منصب قائد ومسؤول كبير في الدولة. بعد الغزو العباسي لمصر على يد القائد محمد بن سليمان الكاتب، تم اعتقاله مع ضباط آخرين من دولة بني طولون واقتيد إلى العراق. تمكن الخلنجي من الهرب وجمع جيشًا من بقايا جند الطولونيين ودعا إلى التمرد وتنصيب إبراهيم بن خمارويه الطولوني كسلطان مستقل في مصر، وسمى نفسه نائب للسلطان.
نجح في السيطرة على رملة في فلسطين ثم هاجم مصر وهرب حاكمها العباسي عيسى النوشري إلى الإسكندرية. ثم أرسل العباسيون جيشًا لمواجهته. هُزِم وأُسر وأُخذ إلى بغداد، حيث قُتل هناك.